# Эндрюс, Энтони
Э́нтони Ко́рин Дже́ральд Э́ндрюс (англ. Anthony Corin Gerald Andrews; род. 12 января 1948, Лондон, Англия, Великобритания) — английский актёр кино и телевидения, лауреат премий «Золотой глобус» (1983) и BAFTA-TV (1982) и номинант на премию «Эмми» (1982).

## Биография
Родился в Лондоне. Сын танцовщицы Джеральдин Агнес (урождённая Купер) и музыкального аранжировщика Стэнли Томаса Эндрюса. Вырос в Северном Финчли (район Лондона). Его сценический дебют в качестве Белого кролика состоялся в возрасте восьми лет в адаптации «Алисы в стране чудес» Льюиса Кэрролла.
В России известен главным образом благодаря своим главным ролям в фильмах «Айвенго» (1982) Дугласа Кэмфилда и «Затерянный в Сибири» (1991) Александра Митты.
Женат с 1971 года на Джорджини Симпсон, у них трое детей.

## Фильмография
| Год  |    | Русское название          | Оригинальное название | Роль                                   |
| ---- | -- | ------------------------- | --------------------- | -------------------------------------- |
| 1974 | с  | —                         | The Pallisers         | Лорд Силвербридж                       |
| 1974 | с  | Дэвид Копперфилд          | David Copperfield     | Джеймс Стирфорт                        |
| 1975 | ф  | Операция «Рассвет»        | Operation Daybreak    | сержант Джозеф Габчик                  |
| 1981 | с  | Возвращение в Брайдсхед   | Brideshead Revisited  | Лорд Себастьян Флайт                   |
| 1981 | с  | Лодка любви               | The Love Boat         | Тони Селкирк                           |
| 1982 | ф  | Алый Первоцвет            | The Scarlet Pimpernel | Сэр Перси Блекни                       |
| 1982 | тф | Айвенго                   | Ivanhoe               | Уилфред Айвенго                        |
| 1984 | ф  | У подножия вулкана        | Under the Volcano     | Хью Фирмин                             |
| 1985 | ф  | Завещание Холкрофта       | The Holcroft Covenant | Иоганн фон Тибольт / Джонатан Теннисон |
| 1985 | с  | Наша эра                  | A.D.                  | Нерон                                  |
| 1987 | ф  | Легкая кавалерия          | The Lighthorsemen     | майор Ричард Майнерцаген               |
| 1988 | тф | Женщина, которую он любил | The Woman He Loved    | Эдуард VIII                            |
| 1989 | с  | Коломбо                   | Columbo               | Эллиот Блейк                           |
| 1990 | ф  | Руки убийцы               | Hands of a Murderer   | профессор Мориарти                     |
| 1991 | ф  | Затерянный в Сибири       | Lost in Siberia       | Миллер                                 |
| 1992 | ф  | Драгоценности             | Jewels                | Уильям Уитфилд                         |
| 1995 | ф  | Дом призраков             | Haunted               | Роберт                                 |
| 1996 | с  | Байки из склепа           | Tales from the Crypt  | отец Джонатан                          |
| 2000 | тф | Дэвид Копперфильд         | David Copperfield     | Эдвард Мардстоун                       |
| 2010 | ф  | Король говорит!           | The King's Speech     | Стэнли Болдуин                         |